# 拉纳哈
拉纳哈，是西班牙阿拉贡自治区韦斯卡省的一个市镇。总面积184平方公里，总人口1531人（2001年），人口密度8人/平方公里。

## 友好城市
- 法國 普瓦图地区沙斯讷伊